# Raidi
Raidi  (chinesisch 熱地, Pinyin Rèdì, tibetanisch རག་སྡི་; * August 1938 in Biru, Nagqu, Tibet; † 6. Juni 2025 in Peking) war ein chinesischer Politiker der Kommunistischen Partei Chinas (KPCh), der unter anderem zwischen 2003 und 2008 Vize-Vorsitzender des Ständigen Ausschusses des Nationalen Volkskongresses war.

## Leben
Raidi, ein Angehöriger der Tibeter, begann nach dem Schulbesuch 1959 ein Studium an der Zentralen Kaderschule für Politikwissenschaften und Recht in Peking und schloss dieses 1962 ab. Während des Studiums trat er 1961 der Kommunistischen Partei Chinas (KPCh) bei. Nach Abschluss des Studiums kehrte er 1962 nach Tibet zurück und war zunächst zwischen 1962 und 1966 Sekretär für öffentliche Sicherheit der KPCh im Kreis Nagqu. Nach der Schaffung des Autonomen Gebietes Tibet am 1. September 1965 fand er zwischen 1966 und 1968 Verwendung als Mitarbeiter der Volksbefreiungsarmee in der Militärischen Kontrollkommission des Tibetischen Militärbezirks im Kreis Nagqu. 1968 wurde er stellvertretender Leiter der Kulturrevolution des Revolutionskomitees im Kreis Nagqu und war danach von 1972 bis 1975 Sekretär des KPCh-Kreiskomitees in Nagqu. Im Anschluss bekleidete er von 1972 bis 1975 den Posten als stellvertretender Leiter des Revolutionskomitees im Landwirtschaftsamt des Autonomen Gebietes Tibet.
Im Anschluss war Raidi zwischen 1975 und 1985 Sekretär der KPCh im Komitee der Autonomen Region Tibet sowie zugleich von 1977 bis 1979 Vize-Vorsitzender des Revolutionskomitees des Autonomen Gebietes Tibet. Auf dem XI. Parteitag 1977 wurde er zunächst Kandidat sowie auf dem XII. Parteitag 1982 Mitglied des Zentralkomitee der Kommunistischen Partei Chinas (ZK), dem sie bis 2007 angehörte. Er war ferner von 1977 bis 1993 Sekretär der Kommission für Disziplinaruntersuchungen der KPCh in Tibet und darüber hinaus zwischen 1977 und 1985 Präsident der Parteischule der KPCh im Autonomen Gebiet Tibet. Daneben fungierte er zwischen 1979 und 1983 als Vize-Vorsitzender des Ständigen Ausschusses des Volkskongresses und verblieb auf diesem Posten bis 1983.
Nachdem Raidi von 1983 bis 1985 einen Studiengang für Verwaltungs- und Parteifunktionäre an der Zentrale Parteihochschule der KPCh absolviert hatte, wurde er 1985 Vorsitzender der Politischen Konsultativkonferenz des chinesischen Volkes und übte diese Funktion bis 1993 aus. Des Weiteren fungierte er zwischen 1985 und 2002 als stellvertretender Sekretär des KPCh-Regionalkomitees im Autonomen Gebiet Tibet. Als Nachfolger von Ngapoi Ngawang Jigmê übernahm er 1993 den Posten als Vorsitzender des Ständigen Ausschusses des Volkskongresses des Autonomen Gebietes Tibet und übte dieses Amt bis zu seiner Ablösung durch Legqog 2003 aus. Im Anschluss wurde er 2003 Vize-Vorsitzender des Ständigen Ausschusses des Nationalen Volkskongresses und bekleidete diesen Posten bis 2008.

## Weblink
- Eintrag (Memento vom 29. März 2024 im Internet Archive) in China Vitae